# Кузнецов Геннадій Юхимович
Геннадій Юхимович Кузнецо́в (нар. 17 лютого 1947, Київ — пом. 6 травня 2007, Київ) — український графік, член Національної спілки художників України (з 1980 року).

## Біографія
Народився 17 лютого 1947 року в Києві. 1972 року закінчив Київське відділення Українського поліграфічного інституту імені І. Федорова (тепер Українська академія друкарства).
Лауреат Державної премії УРСР імені Т. Г. Шевченка за 1983 рік (разом з В. П. Бойком, Р. Ф. Ліпатовим (керівниками авторської групи), Є. В. Матвєєвим, Ю. Г. Новиковим, М. Д. Шевченком (художниками), А. М. Зубцем (складачем), М. І. Хоменком (друкарем) за впровадження нових принципів конструювання, оформлення та поліграфічного виконання творів, зокрема технології фотонабору, марксистсько-ленінського спрямування і лідерів комуністичного і робітничого руху: «Капітал», «Громадянська війна у Франції» К. Маркса, «І все-таки вона крутиться!..» Г. Димитрова).
Помер в Києві 6 травня 2007 року.

## Творчість
Оформив книги:
- «Громадянська війна у Франції» і «Капітал» К. Маркса (1982);
- «І все-таки вона крутиться!..: Заключна промова на судовому процесі» Г. Димитрова (1982);
- «Життя землі: Нарис про будову Землі та розвиток життя на ній» і «Гремящий мост: Повесть» В. Уткіна (обидві — 1983; усі — Київ)[1].